# جون إتش. جونز
جون إتش. جونز هو محامي وسياسي أمريكي، ولد في 18 فبراير 1836، وتوفي في 19 مارس 1875. نشط حزبياً في الحزب الجمهوري. وقد انتخب عضو مجلس ولاية ويسكونسن ‏.